# Иванова, Нина Фёдоровна
Нина Фёдоровна Иванова (в девичестве — Опаленко; 21 мая 1934, Знаменка, Одесская область — 25 августа 2007, Киев) — советская гребчиха. Заслуженный мастер спорта СССР (1989). Заслуженный тренер Украины (1986).
Представляла киевские спортивные общества «Наука» и «Буревестник». Тренировалась под руководством В. Михайловского и Г. Храновского.
Трёхкратная чемпионка СССР по академической гребле в двойке парной (1956, 1959, 1960). Неоднократно побеждала на чемпионатах Украинской ССР.
На международном уровне завоевала три золотых медали чемпионатов Европы в двойке парной в Бухаресте (1955), Маконе (1959) и Лондоне (1960). Кроме того, в активе спортсменки серебро чемпионата 1956 года в Бледе.
Окончила Киевский институт физической культуры (1961). После завершения активной спортивной карьеры перешла на тренерскую работу.